# Miguel Ángel Pérez Pérez
Miguel Ángel Pérez Pérez (Puerto Real, Andalucía, España, 25 de agosto de 1968) es un árbitro de baloncesto español de la liga ACB. Pertenece al Comité de Árbitros de Galicia.

## Trayectoria
Se inicia en el arbitraje en 1989 y después de 2 temporadas en LEB y 3 en Liga EBA, debuta en la Liga ACB el 4 de septiembre de 1999 competición de la que ya ha dirigido más de 600 encuentros.
Entre los muchos momentos importantes de su trayectoria, Pérez Pérez ha dirigido dos finales de la Copa del Rey, en Zaragoza 2005 y en Málaga 2007, cuando se enfrentaron el Regal FC Barcelona y Real Madrid.
Dirigió la final de la Copa del Rey de 2019 que enfrentó al Real Madrid y al Fútbol Club Barcelona (93–94).

## Temporadas
| Categoría        | País   | Año               |
| ---------------- | ------ | ----------------- |
| Categorías bases | España | 1989              |
| Segunda división | España | 1989 - 1994       |
| Liga EBA         | España | 1994 - 1997       |
| Liga LEB         | España | 1997 - 1999       |
| Liga ACB         | España | 1999 - Actualidad |